# Добровольський Кирило Романович
Добровольський Кирило (Карл) Романович (1854-1907) — офіцер Російського імператорського флоту, командир зведеного загону кораблів і мореплавного канонерського човна «Бобр» при придушенні повстання "боксерів" і битви за форти Дагу, Контрадмірал.

## Біографія
Добровольський Карл Романович народився 6 червня 1854 року в Рівному, Волинській губернії, Російській імперії в родині Рівненського повітового скарбника, надвірного радника Романа Осиповича та Маріанни (Мілковської) Добровольських. Поляк. У 1870 році прийняв православ'я зі зміною імені на Кирила. Після закінчення 3-х класів Рівненської гімназії було прийнято до Морського училища . 31 березня 1874 року висвятили у гардемарини і визначений у 2-й флотській Її Величності Королеви Еллінів Ольги Костянтинівни екіпаж. 30 серпня 1875 року був проведений у мічмани, у грудні того ж року переведений до Сибірської флотилії . 1 січня 1880 року був проведений у лейтенанти . З січня 1888 мав утримання капітан-лейтенанта за цензом   .
У 1890 році служив старшим офіцером на броненосному човні «Стрілець», який входив до складу Практичної ескадри броненосних кораблів Балтійського флоту, у березні 1890 призначений командиром шхуни «Бакен». 1 січня 1891 року був підвищений в капітани 2 ранги . З січня 1892 по 1985 був командиром канонерського човна берегової оборони «Бурун» . У 1895 році служив страшним офіцером броненосця берегової оборони " Адмірал Грейг "  .
Було переведено на Далекий Схід . 16 грудня 1895 року призначений старшим офіцером на крейсер 2 рангу "Забіяка", а 5 лютого 1896 року - на ту ж посаду на морський канонерський човен "Манджур", який базувався на Чемульпо і здійснювала плавання по портах Китаю, Японії та Кореї. 13 квітня 1897 став командиром транспорту «Тунгус», який використовувалася для охорони морських промислів в Японському, Беринговому морях і Тихому океані  .

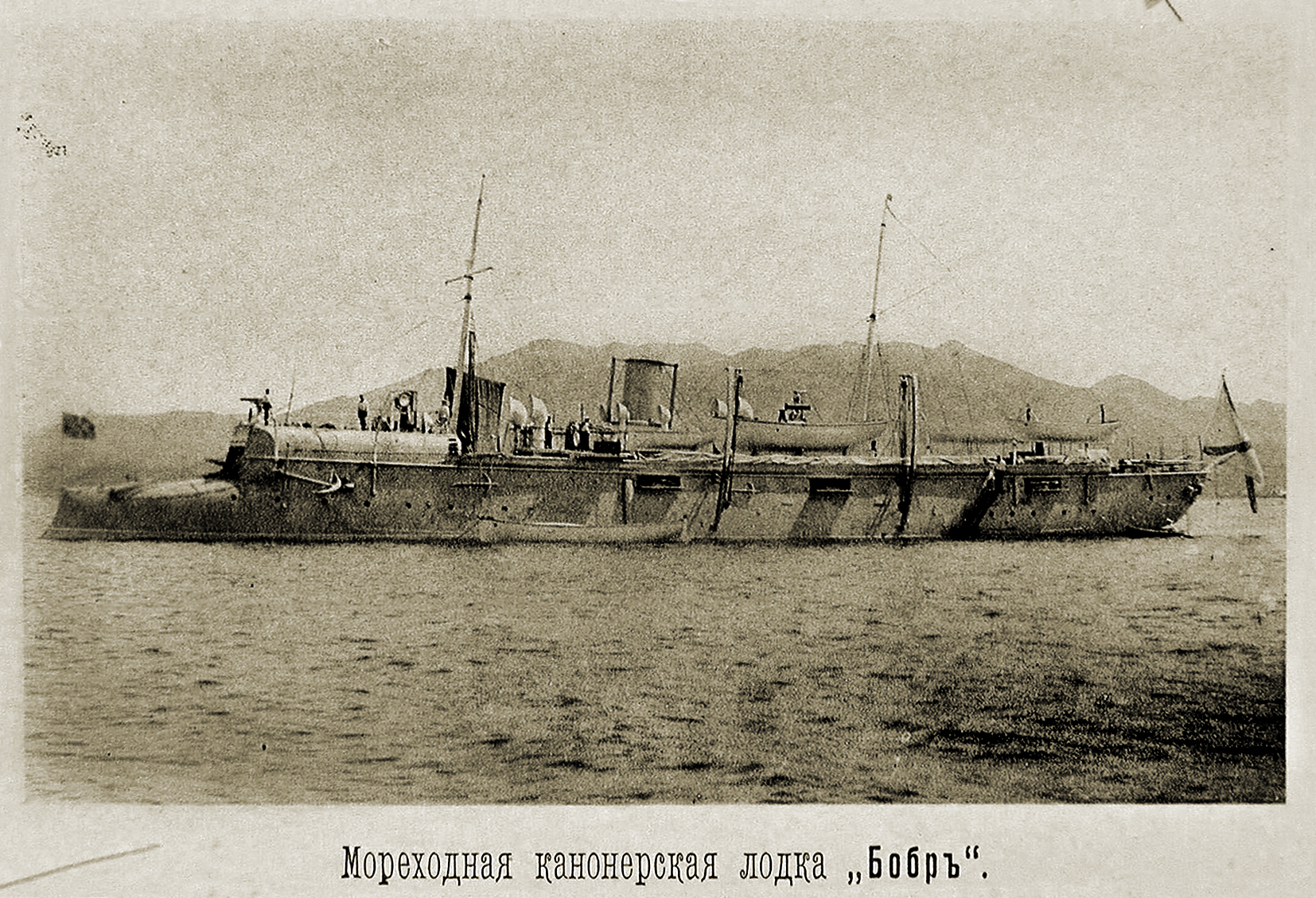
Морехідний канонерський човен «Бобр»

6 грудня 1898 призначений командиром мореплавного канонерського човна «Бобр» . 9 квітня 1900 року здійснено в капітани 1 рангу. У 1900 році канонерський човен «Бобр» у складі міжнародної ескадри брав участь у придушенні повстання «боксерів». Капітан 1 рангу Добровольський як старший по чину був призначений командиром зведеного загону кораблів. 4 червня «Бобр» разом з канонерськими човнами «Гіляк» і «Кореєць» та союзними канонерськими човнами брав участь у битві за форти Дагу. За доблесть у цьому бою Високим наказом Морського Відомства від 12 червня 1900 року був нагороджений орденом Святого Георгія. У наказі було написано: «На відплату відмінних подвигів хоробрості, наданих чинами мореплавних канонерських човнів „Бобр“, „Кореєць“ та „Гіляк“, при зайнятті фортів у Таку, 4 червня цього року: Орд. Св. Георгія 4-й степ.: Командував зведеним загоном і човном "Бобр", капітану 1-го рангу Добровольському 1-му; командиру човна „Кореєць“, капітану 2-го рангу Сільману 1-му, і лейтенантам: командував човном „Гіляк“ — Саричеву 1-му; Деднєєву і Титову 3-му »  .
1 січня 1901 призначений командиром 1-го флотського екіпажу генерал-адмірала Великого Князя Костянтина Миколайовича, в тому ж році опублікував свою книгу «Взяття фортів Таку» . 6 грудня 1901 року призначений командиром броненосця берегової оборони «Не чіпай мене», який використовувався як блокшив при Мінній школі Балтійського флоту. Одночасно з вересня 1902 року був командиром 2-го флотського екіпажу. 24 квітня 1906 року за станом здоров'я звільнений від служби з виробництвом у контр-адмірали  .
Помер Добровольський Кирило Романович 15 лютого 1907 року в Новгороді, похований на цвинтарі Десятинного жіночого монастиря  .

## Нагороди
Контр-адмірал Добровольський Кирило Романович за свою бездоганну службу був нагороджений: орденом Святого Георгія 4-го ступеню, орденом Святого Володимира 4-го ступеню з бантом, орденами Святої Анни 2-го та 3-го ступенів, орденами Святого Станіслава 2-го 3-го ступенів, медалям, а також іншим нагородами: французьким Почесного легіону командорським хрестом, прусським орденом Червоного Орла 2-го ступеню з мечами, японським орденом Вранішнього Сонця 3-го ступеня, італійським Святих Маврикія і Лазаря командорським хрестом 

## Родина
Добровольський Кирило Романович був одружений з Ольгою Олександрівною, дочкою відставного генерал-лейтенанта Гаврилова. У Добровольських було чотири дочки, молодша з яких народилася в 1896  .